# メニー・リヴァース・トゥ・クロス
「メニー・リヴァース・トゥ・クロス」（"Many Rivers to Cross"）は1969年にジミー・クリフによって書かれ、録音された楽曲。この曲はハリー・ニルソン、ジョン・レノン、ジョー・コッカー、パーシー・スレッジ、デスモンド・デッカー、UB40、シェール、ブラン・ニュー・ヘヴィーズ、エリック・バードン＆ジ・アニマルズ、ウォーカー・ブラザーズ、マーシャ・ハインズ、トニ・チャイルズ、オリータ・アダムス、リンダ・ロンシュタット、アニー・レノックス、ブライアン・アダムズ、ジミー・バーンズなどの多くのミュージシャンによってレコーディングされている。また、バルバドスのアリソン・ハインズとジャマイカのテッサン・チンの二人の女性ミュージシャンによってカリビアン・ミュージックとしても演奏されている。

## 背景
1969年にこの曲を作り、録音した時にクリフは21歳だった。クリフは14歳で故郷のジャマイカで成功を納めた後にイギリスに移住する以前からミュージシャンとして成功するために苦労しながら曲作りをしていたと述べている。クリフは「イギリスに来た時、まだ10代だった。元気いっぱいで、ビートルズやストーンズと肩を並べるぐらいの勢いでやって来た。だけど実際にはそう言う風には進まず、クラブ・ツアーをしていたけど突破口がなかった。仕事、人生、アイデンティティに苦しんでいて、自分の居場所を見つけられず、欲求不満が歌の燃料になっていた」と語っている  。また、歌詞の "Wandering I am lost, as I travel along the White Cliffs of Dover," と言う部分についてクリフは「……それは大陸への海峡をなんども渡ったことに由来している。大抵の場合はフランスだが、時にはドイツへだった。非常に欲求不満が溜まる時期だった。とても大きな希望を抱いてイギリスに来て、自分の希望がしぼんでゆくのを見ていた。そして、この曲はその経験から生まれた」と述べている。

## 曲の情報
クリフはアイランド・レコードでのセカンドアルバムに取り掛かっていたが、アルバムにはバラードがあっていないと考えてこの曲を保留にしていたと述べている。クリフはレコードのミキシングとトラックのオーバーダビングとバッキング・ボーカルを付け加えるためにニューヨークにやってくるまで待っていた。自宅からスタジオまでは歩いて十五分ほどかかり、その間に頭の中で曲作りを完成させた。セッション最終日、クリフはユニオンのバッキング・ミュージシャンが帰り支度をしているときに自分が持って来た曲のアイデアを演奏するように尋ねた。クリフは「私が歌いはじめて、バンドが入ってて、それだけだった。一度だけ。それだけ。そしてクリスが『OK、これをアルバムに入れよう」と言ったと付け加えている。
この曲はクリフの数少ないオルガンを使用した曲の一つで、バッキング・ボーカルのゴスペル感を強めている。クリフはこの曲をレスリー・コングのプロデュースで1969年のアルバム『ジミー・クリフ』に収録してリリースした。また、この曲はクリフも出演した映画『ハーダー・ゼイ・カム』の1972年のサウンド・トラック・アルバム『ハーダー・ゼイ・カム』にも収録された。ローリング・ストーン誌はローリング・ストーンの選ぶオールタイム・グレイテスト・ソング500の325位にリストアップした。
この曲は2013年の映画『ラッシュ/プライドと友情』でも取り上げられており 、テレビ番組『ウィルフレッド』、『デアデビル』、『フォーリング・スカイズ』などでも使用されている。

### チャート
| チャート(1993年) | 最高 順位 |
| ---------------- | --------- |
| フランス (SNEP)  | 37        |

## UB40のバージョン
「メニー・リヴァース・トゥ・クロス」（"Many Rivers to Cross"）はレゲエグループ、UB40のアルバム『レイバー・オブ・ラヴ』からの3枚目のシングル。このシングルは全英シングルチャートで最高16位、ニュージーランドで48位に達した。

### 収録曲およびフォーマット
- イギリス7インチ・シングル[5]

1. "Many Rivers To Cross" – 3:48
2. "Food For Thought " – 4:40

- 7インチ・シングル（スペイン）[6]

1. "Many Rivers To Cross" – 3:48
2. "Food For Thought " – 4:40

- イギリス12インチ・マキシシングル[7]

1. A1."Many Rivers To Cross" (Full Length Version) – 4:35
2. A2."Food For Thought " – 4:40
3. B2."Johnny Too Bad" (Unexpurgated Version - Not On Labour Of Love) – 5:28

- ドイツ12インチ・シングル[8]

1. A1."Many Rivers To Cross" (Full Length Version)  – 4:27
2. A2."Food For Thought " – 4:39
3. B2."Johnny Too Bad" – 5:29

### パーソネル
UB40
- ジェームス・ブラウン – ドラムス、シンカッション
- アリ・キャンベル（英語版） – ボーカル、ギター
- ロビン・キャンベル – ギター、ボーカル
- アール・ファルコナー – ベース
- ノーマン・ハッソン – パーカッション、ボーカル
- ブライアン・トラヴァース – サクソフォン
- マイケル・ヴァーチュー – キーボード
- アストロ – トースティング、ライミング、パーカッション

その他のミュージシャン
- モー・バーチ – ボーカル
- ジャッキー・グラハム（英語版） – ボーカル
- ジャッキー・ミットゥ – 追加キーボード
- ルビー・ターナー（英語版） – ボーカル

### チャート
| チャート(1983年)                     | 最高 順位 |
| ------------------------------------ | --------- |
| ニュージーランド (Recorded Music NZ) | 48        |
| 全英シングルチャート                 | 16        |

## シェールのバージョン

### チャート
| チャート(1993年)    | 最高 順位 |
| ------------------- | --------- |
| UK シングルス (OCC) | 37        |

## アニー・レノックスのバージョン

### チャート
| チャート(2008年)       | 最高 順位 |
| ---------------------- | --------- |
| Canadian Singles Chart | 47        |
| U.S. Billboard Hot 100 | 80        |